# Builders of the Future
Builders of the Future (в пер. с англ. Строители будущего) — восьмой студийный альбом американской индастриал-рок Powerman 5000.

## Об альбоме
До выпуска пластинки группой был проведён концертный тур и выпущен сингл «How to Be a Human», ставший радиохитом. Участниками коллектива также сообщалось, что Builders of the Future будет издан на лейбле T-Boy Records и будет записан в новом составе Powerman 5000. С 25 марта 2014 года альбом был доступен для предзаказа, а официальный релиз состоялся 27 мая.

## Список композиций
Слова и музыка всех песен — Spider One.
| №                   | Название                                      | Автор(ы)                      | Длительность |
| ------------------- | --------------------------------------------- | ----------------------------- | ------------ |
| 1.                  | «Invade, Destroy, Repeat»                     | Nick Quijano / Evan Rodaniche | 2:56         |
| 2.                  | «We Want It All»                              | Nick Quijano / Evan Rodaniche | 2:41         |
| 3.                  | «How To Be A Human»                           | Dave Pino                     | 3:27         |
| 4.                  | «You’re Gonna Love It, If You Like It Or Not» | Nick Quijano / Evan Rodaniche | 3:22         |
| 5.                  | «Builders Of The Future»                      | Evan Rodaniche                | 3:36         |
| 6.                  | «I Want To Kill You»                          | Evan Rodaniche                | 4:41         |
| 7.                  | «Modern World»                                | Nick Quijano / Evan Rodaniche | 2:53         |
| 8.                  | «Live It Up Before You’re Dead»               | Evan Rodaniche                | 3:01         |
| 9.                  | «I Can’t Fucking Hear You»                    | Evan Rodaniche                | 4:44         |
| 10.                 | «Evil World»                                  | Evan Rodaniche                | 2:55         |
| 11.                 | «Heads Will Roll» (Best Buy bonus track)      | Evan Rodaniche                | 3:00         |
| 12.                 | «Hey, All You People» (Best Buy bonus track)  | Evan Rodaniche                | 3:24         |
| Общая длительность: | Общая длительность:                           | Общая длительность:           | 34:20        |

## Участники записи
- Spider One — вокал
- X51 — бас-гитара
- Nick Quijano — ритм-гитара
- Dj Rattan — ударные, программинг
- Zer0 — лид-гитара

## Позиции в чартах
| Чарт (2014)                    | Высшая позиция |
| ------------------------------ | -------------- |
| Top Rock Albums                | 16             |
| Modern Rock/Alternative Albums | 12             |
| Top Hard Rock Albums           | 2              |
| Billboard 200                  | 63             |